# Suratissa
Suratissa est un roi du royaume d'Anuradhapura, de la dynastie Vijaya, dans l'actuel Sri Lanka.

## Biographie
Il était le fils cadet de Pandukabhaya, 1er roi d'Anuradhapura, et le frère de Mutasiva. 
Suratissa est vaincu et tué au combat par deux envahisseurs tamouls du sud de l'Inde, Sena et Guttika, provenant de l'Empire Chola. Ils vont s'emparer du trône cinghalais et ce sera la première domination tamoule au Sri Lanka. 

## Connotation politique
Durant la guerre civile du Sri Lanka qui opposa le gouvernement cingalais au groupe séparatiste des Tigres tamouls, les hommes politiques des ethnies respectives se sont beaucoup appuyés sur l'histoire antique du pays pour justifier leur légitimité :
- Selon les cingalais, les tamouls du Sri Lanka sont arrivés sur l'île pendant les invasions de Sena et Guttika, à la mort du roi Suratissa.
- Selon les tamouls, ils sont originaires de l'Empire Pandya, qui existe depuis le VIe siècle av. J.-C.

### Source historique
- Mahavamsa, récits en pali de l'histoire du Sri Lanka entre 543 av. J.-C. à 302.